# Robert Dixon-Smith
Pour les articles homonymes, voir Dixon et Robert Smith.
Robert William Dixon-Smith (né le 30 septembre 1934), est un agriculteur britannique et un homme politique du Parti conservateur. Lord Dixon-Smith est un ancien ministre de l'ombre au ministère des Communautés et des Gouvernements locaux.

## Biographie
Fils de Dixon et d'Alice Winifred Smith, Dixon-Smith fait ses études à Oundle School, à la St. Johnsbury Academy dans le Vermont et au Writtle Agricultural College dans l'Essex. Il sert dans les King's Dragoon Guards dans les années 1956 et 1957, en tant que sous-lieutenant.
De 1967 à 1994, Dixon-Smith est gouverneur du Writtle Agricultural College, président de 1973 à 1985. En 1993 et 1994, il est président des gouverneurs de l'Anglia Polytechnic University, gouverneur de 1973 à 2000 de ce qui est à l'origine le Cambridgeshire College of Arts and Technology (aujourd'hui Université Anglia Ruskin).
Dixon-Smith est élu au Conseil du comté d'Essex en 1965, étant vice-président de 1983 à 1986 et président de 1986 à 1989. Il est brièvement ministre fantôme de l'environnement.
Le 11 octobre 1993, il est créé un pair à vie en tant que baron Dixon-Smith, de Bocking dans le comté d'Essex. En décembre 1998, il est nommé porte-parole du gouvernement local des conservateurs à la Chambre des lords par le chef du parti William Hague. Il quitte la Chambre des lords le 7 novembre 2023.
Lord Dixon-Smith est marié à Georgina Janet Cook depuis 1960. Ils ont un fils et une fille.